# حكايات الأيام العصيبة
حكايات الأيام العصيبة هو مسلسل تلفزيوني عراقي عرض في عام 1988.

## الممثلون
- خليل شوقي
- مهدي جبار
- يوسف سلمان
- يوسف العاني
- حكمت القيسي
- طعمة التميمي
- سمر محمد
- مكي عواد
- حسن هادي
- زهير محمد رشيد
- غازي القيسي
- زهير عباس
- فلاح عبود
- عز الدين طابو
- حافظ عارف
- فاضل جاسم
- بهجت الجبوري
- طه سالم
- فارس خليل شوقي
- عبد الواحد طه
- جواد الشكرجي
- ابتسام فريد
- فوزية عارف
- مقداد عبد الرضا
- راسم الجميلي
- سعاد عبد الله
- خليل عبد القادر